# Belijder
Een belijder is in het christelijke geloof iemand die op bijzondere wijze van het christelijk geloof getuigd heeft, maar er niet voor gedood is. 
In ruimere zin zijn alle heilige niet-martelaren belijders.
In engere zin worden op de rooms-katholieke heiligenkalender slechts diegenen als belijder aangeduid die niet als martelaar, evangelist, apostel, abt, maagd, weduwe of (aarts)engel kunnen worden gecategoriseerd.
Een voorbeeld is de heilige koning Eduard de Belijder.